# Rezerwat przyrody Płużnica
Rezerwat przyrody Płużnica – leśny rezerwat przyrody w gminie Strzelce Opolskie, w powiecie strzeleckim, w województwie opolskim.
Zajmuje powierzchnię 3,41 ha (według aktu powołującego 2,74 ha). Został powołany Zarządzeniem Ministra Leśnictwa i Przemysłu Drzewnego z 30 kwietnia 1957 roku (M.P. z 1957 r. nr 41, poz. 268). Według aktu powołującego, rezerwat utworzono w celu zachowania ze względów naukowych i dydaktycznych fragmentu lasu mieszanego o charakterze naturalnym.
W drzewostanie dominuje buk, sosna i świerk. Występuje też dąb szypułkowy, grab pospolity i brzoza brodawkowata, a w runie leśnym fiołek leśny i borówka czarna.
Faunę reprezentują niemal wyłącznie gatunki pospolite i niezagrożone. Z ciekawszych ptaków występują tu dzięcioł zielony i gołąb siniak.
Rezerwat leży na terenie Nadleśnictwa Rudziniec. Nadzór sprawuje Regionalny Dyrektor Ochrony Środowiska w Opolu. Na mocy obowiązującego planu ochrony ustanowionego w 2018 roku, obszar rezerwatu objęty jest ochroną ścisłą.

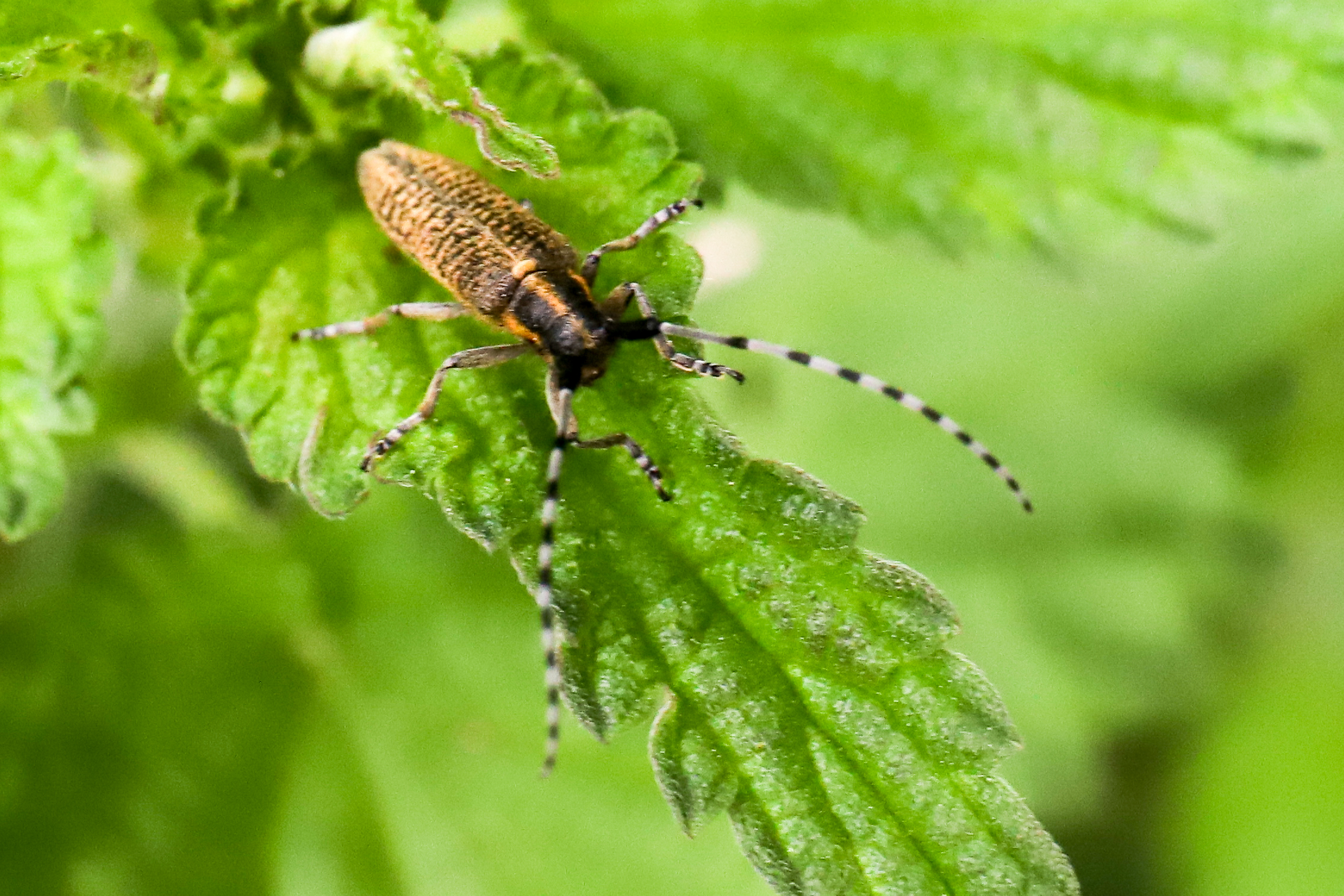
Zgrzytnica zielonawa